# Stazione di Larne Harbour
La stazione di Larne Harbour ( in inglese britannico Larne Harbour railway station) è una stazione ferroviaria che fornisce servizio a Larne, contea di Antrim, Irlanda del Nord. Attualmente l'unica linea che vi passa è la Belfast-Larne, di cui la stazione è il capolinea. Si trova vicino al porto per traghetti che portano a Cairnryan e Troon, Scozia e Fleetwood, Inghilterra. La stazione fu aperta il 1º ottobre 1862 e chiusa ai treni merci il 4 gennaio 1965 .

## Treni
Da lunedì a sabato c'è un treno ogni ora verso Belfast Central, con treni aggiuntivi nelle ore di punta.  La domenica la frequenza di un treno ogni due ore è costante per tutto il corso della giornata, ma il capolinea è Great Victoria Street

## Servizi ferroviari
- Belfast-Larne

## Servizi
- Biglietteria self-service
- Distribuzione automatica cibi e bevande
- Biglietteria
- Fermata e capolinea autobus urbani
- Capolinea autolinee extraurbane
- Sottopassaggio
- Servizi igienici